# Tom Verlaine (album)
Tom Verlaine – debiutancki album Toma Verlaine’a wydany w 1979 przez wytwórnię Elektra Records. Materiał nagrano w „Blue Rock Studio” w Nowym Jorku.

## Lista utworów
| 1. | „The Grip of Love” (T. Verlaine)      | 3:58  |
|    |                                       |       |
| 2. | „Souvenir from a Dream” (T. Verlaine) | 3:47  |
|    |                                       |       |
| 3. | „Kingdom Come” (T. Verlaine)          | 3:42  |
|    |                                       |       |
| 4. | „Mr. Bingo” (T. Verlaine)             | 3:57  |
|    |                                       |       |
| 5. | „Yonki Time” (T. Verlaine)            | 3:54  |
|    |                                       |       |
| 6. | „Flash Lightning” (T. Verlaine)       | 3:52  |
|    |                                       |       |
| 7. | „Red Leaves” (T. Verlaine)            | 2:49  |
|    |                                       |       |
| 8. | „Last Night” (T. Verlaine)            | 4:37  |
|    |                                       |       |
| 9. | „Breakin' in My Heart” (T. Verlaine)  | 6:06  |
|    |                                       |       |
|    |                                       | 36:42 |
|    |                                       |       |

## Skład
- Tom Verlaine – śpiew, gitara, organy
- Fred Smith – gitara basowa, gitara, instr. perkusyjne, śpiew
- Jay Dee Daugherty – perkusja, instr. perkusyjne, śpiew (1, 2, 4-7, 9)
- Allan Schwartzberg – perkusja, instr. perkusyjne (3)
- Tom Thompson – perkusja (8)
- Deerfrance – śpiew (7)
- Mark Abel – gitara (8)
- Bruce Brody – pianino (8)
- Ricky Wilson – gitara (9)

produkcja
- Michael Ewasko – inżynier dźwięku
- John Jansen – inżynier dźwięku (8)
- Gordon Anderson – producent wykonawczy
- Tom Verlaine – producent